# María Ponce
María Eugenia Ponce de Bianco (Província de Tucuman, 6 de juliol de 1924 - Mar Argentina, prop de Santa Teresita, 17/18 de desembre de 1977) va ser una activista social argentina, i una de les fundadores de l'associació Mares de Plaça de Mayo, dedicada a buscar els detinguts-desapareguts durant el terrorisme d'Estat a l'Argentina, motiu pel qual va ser segrestada, torturada i assassinada.
És la mare d'Alicia Hilda, segrestada a casa seva el 30 d'abril de 1976, pel terrorisme d'estat.

## Biografia
María Ponce va néixer a Tucumán. Des de jove va manifestar preocupacions socials que la van portar a afiliar-se al Partit Comunista.
El 24 de març de 1976, després del cop d'estat que va instal·lar a l'Argentina un règim fundat en el terrorisme d'estat, Maria Ponce va deixar el Partit Comunista, que li va oferir ajuda, per començar a participar en l'Exèrcit Revolucionari del Poble (ERP). Segrestada la seva filla, va establir contacte amb altres mares que es trobaven en la mateixa situació, amb les quals constituí el grup fundacional de les Madres de Plaza de Mayo. En col·laboració amb altres familiars de desapareguts participà des del primer moment en les rondes a la Plaça de Mayo que van originar l'associació d'aquest nom.

## Desaparició, segrest, tortura i assassinat
Abans i tot de l'existència de les associacions Madres i Abuelas de Plaza de Mayo, Mari Ponce havia començat a reunir-se amb altres familiars de desapareguts a l'Església de la Santa Cruz, en unes trobades a les quals assistia, infiltrat, l'excapità de fragata de l'Armada, Alfredo Astiz, que es feia dir Gustavo Niño, i s'atribuïa una germana desapareguda.
Entre el dijous 8 de desembre i el dissabte 10 de desembre de 1977, el Grup de tasques 3.3.2 sota el comandament d'Alfredo Astiz va segrestar un grup de 12 persones vinculades a la Mares de Plaça de Mayo a l'Església de la Santa Cruz, on solien reunir-se. Entre elles es trobava María Ponce, juntament amb les altres fundadores de Mares de Plaza de Mayo (Azucena Villaflor i Esther Ballestrino), i les monges franceses Alice Domon i Léonie Duquet. Es dona el cas que va ser Astiz l'encarregat d'assenyalar les víctimes amb una abraçada a l'atri de l'església.
Ponce va ser portada directament al centre clandestí de detenció situat a l'Escola de Mecànica de l'Armada (ESMA), sota el control de l'Armada Argentina, on va ser reclosa en el sector denominat «Caputxa». Allí va romandre aproximadament 10 dies, lapse durant el qual va ser constantment torturada. En l'Informe Nunca Más, els testimonis Maggio i Cubas, supervivents de l'ESMA, van relatar el que sabien sobre la seva sort: 
| « | ... el mateix va passar amb les religioses franceses Alice Domon i Leonie Renée Duquet. Vaig tenir oportunitat personal de parlar amb la germana Alice, ja que va ser portada juntament amb la germana Renée al tercer pis del Casino d'Oficials de l'ESMA, lloc on em trobava captiu. Això passa al voltant del 11 o 12 de desembre. És quan m'explica que havia estat segrestada en una església, conjuntament amb familiars de desapareguts. Després vaig saber que eren 13 persones ... Després van ser «traslladades» juntament amb les onze persones restants. Els rumors interns fonamentats pel pressa amb que es va treure d'allí a aquestes persones, indicaven l'assassinat de les mateixes. (Testimoni d'Horacio Domingo Maggio, Lligall 4450). | » |

Probablement el dia 17 o 18 de desembre de 1977, Maria i la resta del grup, van ser «traslladades» a l'aeroport militar que es troba a l'extrem sud de l'Aeroparque de la ciutat de Buenos Aires, pujades sedades a un avió de l'Armada i llançades vives al mar davant de la costa de Santa Teresita, morint en xocar contra l'aigua.

## Identificació del seu cos i enterrament
El 20 de desembre de 1977 van començar a aparèixer cadàvers provinents del mar a les platges de la província de Buenos Aires prop dels balnearis de Santa Teresita i Mar del Tuyú. Els metges policials que van examinar els cossos en aquesta oportunitat van registrar que la causa de la mort havia estat «el xoc contra objectes durs des de gran altura», com indicaven el tipus de fractures òssies constatades, succeïdes abans de la mort. Sense realitzar més esbrinaments les autoritats locals van disposar immediatament que els cossos fossin enterrats com NN al cementiri de la propera ciutat de General Lavalle.
El 1984, en el marc de la investigació de la CONADEP i del Judici a les Juntes s'havien realitzat excavacions al cementiri de General Lavalle, trobant-se una gran quantitat de restes òssies provinents dels cadàvers trobats a les platges de San Bernado i Lucila del Mar. Aquestes restes van ser utilitzats en el judici a les Juntes i guardats després en 16 borses.
A partir de llavors el jutge Horacio Cattani va començar a acumular causes sobre desapareguts. Malgrat les lleis de Punt Final i Obediència Deguda, que van paralitzar les investigacions, Cattani va aconseguir armar en 1995 un arxiu de 40 metres quadrats on allotjar totes aquestes proves.
El 2003, l'intendent de General Lavalle va informar que s'havien localitzat noves tombes de NN en el cementiri de la ciutat. El jutge Cattani va ordenar llavors realitzar noves excavacions amb l'Equip Argentí d'Antropologia Forense (EAAF), descobrint-se dues línies de tombes, una per sobre de l'altra. Es van descobrir així 8 esquelets, 5 corresponents a dones, 2 corresponents a homes i un, classificat com GL-17, que es va definir com «probablement masculí».
Cattani va manar els ossos al laboratori d'Inmunogenética i Diagnòstic Molecular (LIDMO) de Córdoba, pertanyent a l'EAAF. Els resultats del laboratori van ser determinant que les restes pertanyien al grup de segrestats entre els dies 8 i 10 de desembre de 1977. El 8 de juliol de 2005, el jutge Cattani va rebre l'informe establint que un de les restes individualitzats pertanyien a María Ponce.
El 24 de juliol de 2005, 28 anys després d'haver estat assassinada, María Ponce de Bianco va ser enterrada al jardí de l'Església Santa Cruz, a Buenos Aires, al costat d'Esther Ballestrino, una de les tres mares segrestades amb ella. Amb posterioritat també van ser sepultades allí la Germana Léonie Duquet i l'activista Ángela Auad. Les cendres d'Azucena Villaflor van ser escampades a la Plaça de Mayo.

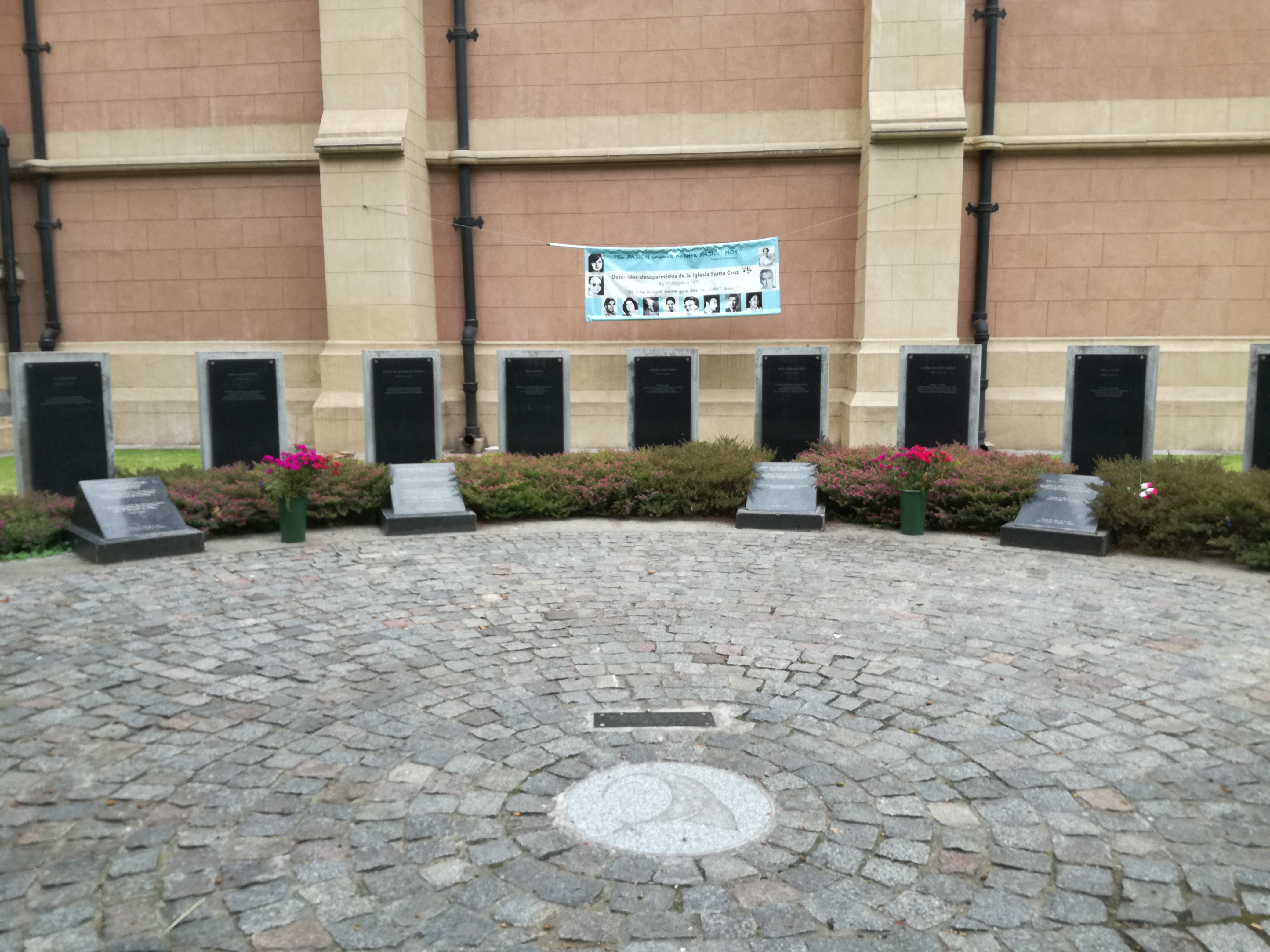
«Solar de la Memoria» a l'Església de la Santa Cruz, on es troben les restes de María Eugenia Ponce de Bianco, junt amb les d'Esther Ballestrino, Azucena Villaflor i Léonie Duquet
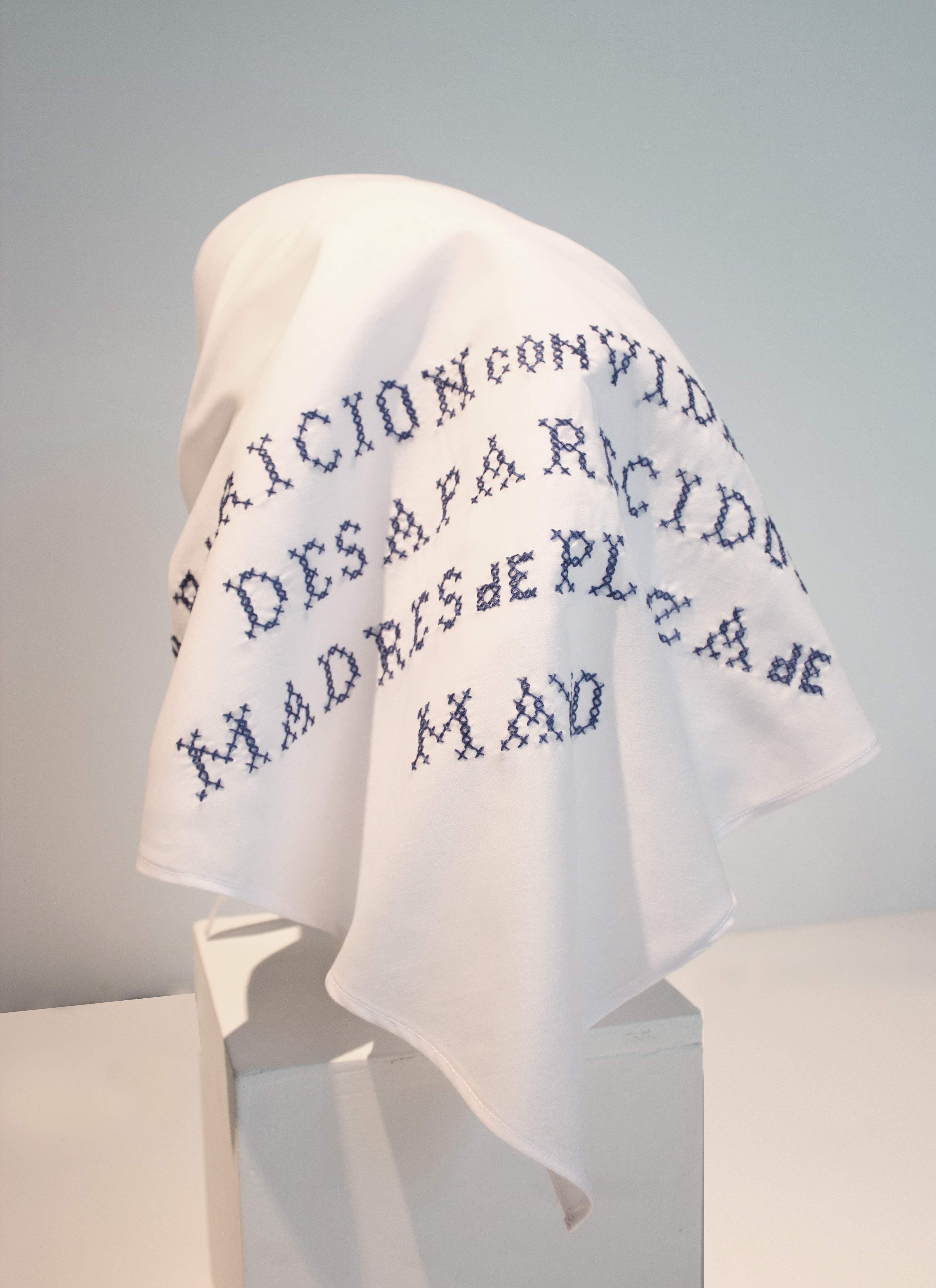
El mocador blanc, símbol de les Mares de la Plaça de Mayo

## Coneixement i encobriment per part del govern dels Estats Units d'Amèrica
Documents secrets del govern dels Estats Units d'Amèrica desclassificats el 2002 proven que el govern estatunidenc sabia des de 1978 que els cossos sense vida de les monges franceses Alice Domon i Léonie Duquet i les mares de Plaça de Mayo Azucena Villaflor, Esther Ballestrino i María Ponce, havien estat trobades en les platges de Buenos Aires. Aquesta informació va ser mantinguda en secret i mai va ser comunicada al govern argentí.
La dada està inclosa en Document 1978-BUENOS-02346 dirigit pel llavors Ambaixador dels Estats Units a l'Argentina, Raúl Castro, al Secretari d'Estat dels Estats Units, porta data del 30 de març de 1978 i esmenta com a objecte «Informe sobre monges mortes». Textualment el document diu:
| « | 1. A.F.P. Març 28 Història recopilada a Paris informa que els cossos de dues monges franceses (Alicia Doman i Renee Duguet) que van ser segrestades a mitjan desembre amb altres onze activistes de drets humans van ser identificats entre els cossos prop de Bahía Blanca. 2. Buenos Aires estava plena de certs rumors des de fa un mes sobre constàncies del descobriment d'un nombre de cadàvers portats a la platja per vents inusualment forts al llarg de la mar atlàntica en punts propers a la boca del Riu de la Plata unes 300-350 milles al nord de Bahía Blanca (Veure Buenos Aires 1919 per a control). 3. (Secció esborrada) que va estar tractant de rastrejar aquests rumors té informació confidencial que les monges van ser segrestades per agents de seguretat argentins i en algun moment van ser transferides a la localitat de Junín que es troba prop de 150 milles a l'oest de Buenos Aires. 4. L'Ambaixada també té informació confidencial obtinguda a través d'una font (protegida) del govern argentí que set cossos van ser descoberts fa algunes setmanes a la platja atlàntica prop de Mar del Plata. D'acord amb aquesta font, els cossos eren els de les dues monges i cinc mares que van desaparèixer entre el 8 i el 10 de desembre de 1977. La nostra font confirma que aquests individus van ser segrestats per membres de les forces de seguretat actuant sota el seu ampli mandat contra terroristes i subversius. A més, la font va declarar que pocs individus en el GOA estaven al corrent d'aquesta informació. 5. Aquesta font a informat veraçment en el passat i tenim raons per creure que té coneixement sobre qüestions de desaparicions. L'Ambaixada sol·licita que el seu informe sigui protegit per evitar comprometre una font que ha provat ser útil en proveir informació concernent a individus perduts o desapareguts. CASTRO | » |

## Record i homenatge
Una placeta de la ciutat de Buenos Aires porta el seu nom.